# Rudi Hiden
Rodolphe « Rudi » Hiden, né Rudolf Hiden le 9 mars 1909 à Graz (Autriche-Hongrie) et mort le 11 septembre 1973 à Vienne (Autriche), est un footballeur autrichien naturalisé français qui évoluait au poste de gardien de but. Après sa carrière de joueur, il fut entraîneur.

## Biographie
Membre de la fameuse Wunderteam autrichienne des années 1930, il est considéré comme l'un des meilleurs gardiens de son époque. Impressionnant lors d'un match de l'équipe d'Autriche disputé au Parc des Princes le 12 février 1933, il est recruté par le RC Paris pour la somme de 80 000 francs en 1933. Il joue à Paris aux côtés de ses compatriotes Gusti Jordan et Henri Hiltl. 
Caractériel, il refuse de rejoindre son club (RC Paris) en 1935, et reste en vacances en Autriche dans l'attente d'une augmentation. Le président du Racing ne cède pas, et l'affaire traîne plusieurs mois. Son ami Raoul Diagne, pourtant défenseur, le remplace dans les buts du Racing pendant la première moitié de la saison 1935-1936. Rudi rejoint finalement son club après six mois de bouderie, et peut fêter avec ses coéquipiers le titre de champion de France 1936.
Naturalisé français le 13 juin 1938, il est sélectionné une fois en équipe de France et est mobilisé pendant la Seconde Guerre mondiale dans un régiment de l'armée d'infanterie coloniale française.

## Palmarès

### Équipes nationales
- Vainqueur de la Coupe internationale en 1932 avec l'Équipe d'Autriche
  - 2e de la Coupe internationale en 1930, lors de la 1re édition

### Clubs
- Vainqueur de la Coupe d'Autriche en 1931 avec le Wiener AC
- Champion de France en 1936 avec le RC Paris
- Vainqueur de la Coupe de France en 1936, 1939 et 1940 avec le RC Paris
  - Finaliste de la Coupe d'Autriche en 1928 et 1932 avec le Wiener AC
  - Finaliste de la Coupe Mitropa en 1931 avec le Wiener AC

## Distinction
- 24e Meilleur gardien de but du XXe siècle, pour l'IFFHS